# Laguna de Tota
Laguna de Tota är en sjö i Colombia.   Den ligger i departementet Boyacá, i den centrala delen av landet, 160 km nordost om huvudstaden Bogotá. Laguna de Tota ligger 3 014 meter över havet. Arean är 55 kvadratkilometer. Trakten runt Laguna de Tota består i huvudsak av gräsmarker. Den sträcker sig 11,4 kilometer i nord-sydlig riktning, och 10,0 kilometer i öst-västlig riktning.
Följande samhällen ligger vid Laguna de Tota:
- Aquitania (5 718 invånare)